# Bichom
Der Bichom ist ein rechter Nebenfluss des Kameng im indischen Bundesstaat Arunachal Pradesh.
Der Bichom entspringt im Assam-Himalaya, etwa 12 km südöstlich des Gorichen. Von dort strömt er anfangs in überwiegend südlicher Richtung durch den Distrikt West Kameng. Er passiert den Ort Nafra und nimmt kurz darauf den Dirang von rechts auf. Anschließend wendet sich der Fluss allmählich nach Osten. Der Tenga mündet rechtsseitig in den Bichom. Dieser erreicht nach etwa 100 km den Kameng.  

## Wasserkraftwerke
Im Flusssystem des Bichom sind 11 Wasserkraftprojekte mit einer Gesamtkapazität von 6000 MW geplant. Die Bichom-Talsperre befindet sich wenige Kilometer oberhalb der Tenga-Einmündung im Bau. Eine weitere Talsperre ist am Tenga geplant. Das Flusswasser beider Flüsse soll über einen Tunnel nach Südosten zu einem Wasserkraftwerk (600 MW) am rechten Ufer des Kameng umgeleitet werden.